# Heze
Heze (kinesisk skrift: 菏泽市; pinyin: Hézé Shì) er et bypræfektur i den sydvestlige del af den østkinesiske provins Shandong. Præfekturet har et areal på 12,238 km², og en befolkning på 9.140.000 mennesker (2007).
Heze er Kinas største producent af pæoner, der er landets nationalblomst; over 30 procent af indtægterne i området stammer fra pæonhandelen.

## Administrative enheder
Heze administrerer et bydistrikt og otte amter:
- Bydistriktet Mudan – 牡丹区 Mǔdān Qū ;
- Amtet Dingtao – 定陶县 Dìngtáo Xiàn ;
- Amtet Cao – 曹县 Cáo Xiàn ;
- Amtet Chengwu – 成武县 Chéngwǔ Xiàn ;
- Amtet Shan – 单县 Shàn Xiàn ;
- Amtet Juye – 巨野县 Jùyě Xiàn ;
- Amtet Yuncheng – 郓城县 Yùnchéng Xiàn ;
- Amtet Juancheng – 鄄城县 Juànchéng Xiàn ;
- Amtet Dongming – 东明县 Dōngmíng Xiàn.

## Trafik

### Jernbane
Jernbanelinjen Jingjiubanen har stoppested her på sin rute fra Beijing til Kowloon i Hongkong. Denne linje løber gennem blandt andet Hengshui, Shangqiu, Xinzhou, Jiujiang, Nanchang, Heyuan, Huizhou og Shenzhen.

### Veje
Kinas rigsvej 220 løber gennem området. Den går fra Binzhou i Shandong til Zhengzhou i Henan.
Kinas rigsvej 327 begynder i Heze og fører til Lianyungang i Jiangsu.